# Halichoeres argus
Halichoeres argus es una especie de peces de la familia Labridae en el orden de los Perciformes.

## Morfología
Los machos pueden llegar alcanzar los 12 cm de longitud total.

## Distribución geográfica
Se encuentra desde Sri Lanka hasta Fiyi, Tonga, Taiwán y norte de Australia.